# 大久保忠顕
大久保 忠顕（おおくぼ ただあき、1760年12月5日（宝暦10年10月28日） - 1803年9月23日（享和3年8月8日））は、相模国小田原藩の第6代藩主。小田原藩大久保家8代。
第5代藩主・大久保忠由の長男。正室は中川久貞の娘。子に大久保忠真（長男）、娘（南部信真正室）、娘（紀伊支流松平頼啓正室）、娘（大久保教孝正室）、娘（大久保教富正室）。官位は従五位下、加賀守。
忠顕が藩主の頃、小田原では天明の大飢饉や地震による小田原城や城下町の倒壊など、その治世は天災により多難を極めた。おまけに城下町が東海道一の宿場町であったことから、商品経済の渦に巻き込まれ、財政が窮乏する。
このため、忠顕は質素倹約や華美の禁止などによる財政改革を行なったが、かえって物価高騰を招いた。おまけに幕府から海防を命じられ、さらに財政は逼迫した。このため、藩の改革は長男・忠真と二宮尊徳によって受け継がれることとなる。

## 系譜
父母
- 大久保忠由（父）
- 小川氏 ー 側室（母）

正室
- 充 ー 中川久貞の娘

側室
- 杉山氏

子女
- 大久保忠真（長男）生母は杉山氏（側室）
- 南部信真正室
- 松平頼啓正室
- 大久保教孝正室
- 大久保教富正室